# کارخانه-آشپزخانه

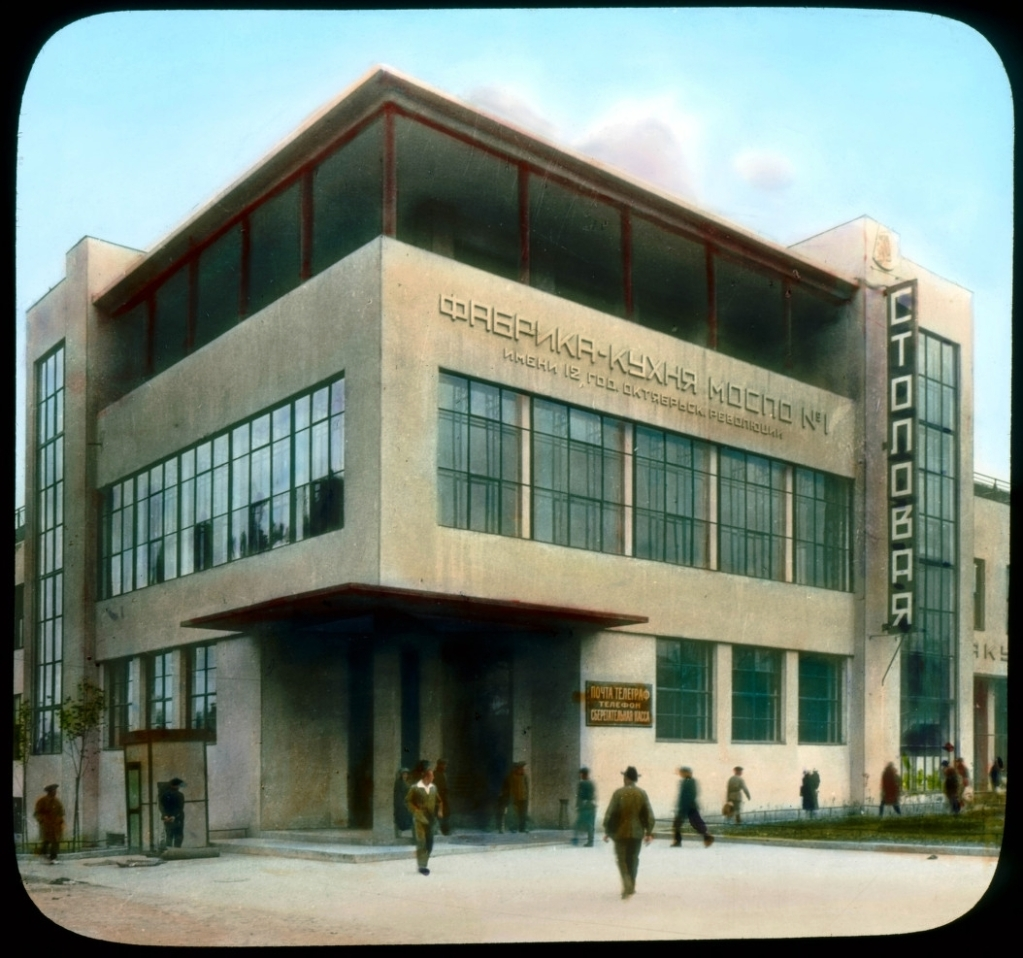
آشپزخانه-کارخانه شماره ۱، مسکو (۱۹۳۱)

شرکت کارخانه آشپزخانه (روسی: Фабрика-кухня) یک شرکت بزرگ مکانیزه خدمات غذایی در اتحاد جماهیر شوروی بود که در دهه ۱۹۲۰–۱۹۳۰ ایجاد شد. هدف اصلی آن تهیه متمرکز مواد غذایی (اعم از پیش ساخته و فرآوری کامل) بود که برای اتاق‌های غذاخوری عمومی یا برای خرید شخصی عرضه می‌شد.
نویسندگان مختلف شوروی توصیف کردند که چگونه «یک فرد می‌تواند از پنجاه تا صد شام در روز تهیه کند». کتابی برای کودکان ، آشپزی برای یک شهر کامل به تفصیل توضیح می‌دهد که چگونه یک کارخانه آشپزخانه کارآمد است.